# Mistrzostwa Polski w go
Mistrzostwa Polski w go - turnieje mające na celu wyłonienie najlepszych graczy go w Polsce. Organizowane są od 1979 roku. Od 1983 organizatorem jest Polskie Stowarzyszenie Go.

## Zasady

### Uczestnictwo
Od 29 maja 2008 roku uczestnicy muszą:
- posiadać polskie obywatelstwo lub kartę stałego pobytu,
- należeć do Systemu Rankingowego Polskiego Stowarzyszenia Go (a więc również przynależeć do Stowarzyszenia[2]).

### Forma turnieju
Eliminacje do Finału są prowadzone w pięcio-rundowym systemie McMahona. 
Do Finału awansuje:
- 4 graczy, którzy zajęli najwyższe miejsca w Eliminacjach zeszłego roku,
- spośród pozostałych uczestników, 4 graczy z najwyższymi wynikami

Finaliści biorą udziął w meczach w ligowym systemie kołowym (tzw. każdy z każdym).

### Kategorie turniejów
Obecnie rozgrywa się następujące kategorie Mistrzostw:
- Mistrzostwa Polski (od 1979)[4][3]
- Mistrzostwa Polski Juniorów (od 2011 obowiązuje podział na następujące kategorie)[4][5]:
  - do lat 20
  - do lat 16
  - do lat 12

Historycznie rozgrywano także kategorie:
- Mistrzostwa Polski Juniorów w kategoriach[4][5]:
  - do 18 lat
  - do 15 lat
  - do 12 lat

- Mistrzostwa Polski Kobiet (2008-2011)[6]
- Drużynowe Mistrzostwa Polski (1998-2000)[4]
- Mistrzostwa Polski Par (1999-2015)[4]
- Akademickie Mistrzostwa Polski (2006-2007)[4]

## Mistrzowie Polski

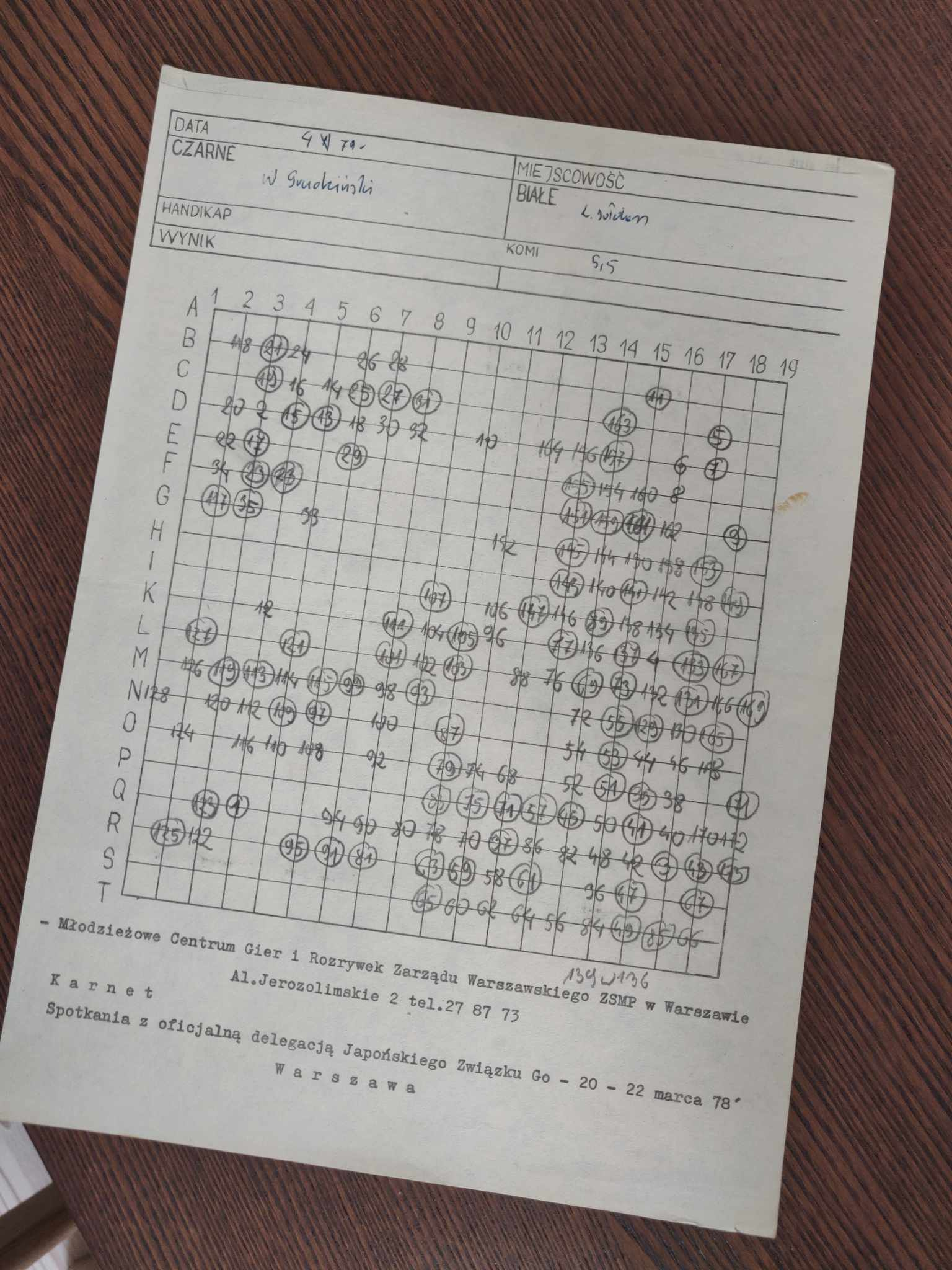
Kifu meczu Grudziński - Sołdan rozegranego w ramach I Mistrzostw Polski w Go, 1979

W roku 1979 Mistrza Polski wyłoniono w turnieju w ligowym (w systemie kołowym). 
W latach 1981–1985 mistrzostwa rozgrywane były w systemie pucharowym. 
Od 1986 mistrzostwa ponownie rozgrywane się w systemie ligowym.
| Rok  | Mistrz Polski           | 1. wicemistrz              | 2. wicemistrz                                           |
| ---- | ----------------------- | -------------------------- | ------------------------------------------------------- |
| 1979 | Janusz Kraszek (4D)     | Krzysztof Moszczyński (2D) | Włodzimierz Dobosiewicz (3D)                            |
| 1980 | Janusz Kraszek (5D)     | Krzysztof Moszczyński (3D) | Włodzimierz Malinowski (1k) Włodzimierz Grudziński (2D) |
| 1981 | Janusz Kraszek (5D)     | Krzysztof Moszczyński (3D) | Jerzy Sacharewicz (3D)                                  |
| 1982 | Janusz Kraszek (5D)     | Leszek Sołdan (3D)         | Włodzimierz Malinowski (2D)                             |
| 1983 | Janusz Kraszek (6D)     | Leszek Sołdan (4D)         | Włodzimierz Malinowski (2D)                             |
| 1984 | Janusz Kraszek (6D)     | Leszek Sołdan (4D)         | Krzysztof Giedrojć (2D)                                 |
| 1985 | Janusz Kraszek (5D)     | Leszek Sołdan (4D)         | Włodzimierz Malinowski (3D)                             |
| 1986 | Janusz Kraszek (5D)     | Leszek Sołdan (4D)         | Grzegorz Grygierzec (2D)                                |
| 1987 | Leszek Sołdan (4D)      | Robert Zabłocki (4D)       | Krzysztof Urtnowski (1D)                                |
| 1988 | Janusz Kraszek (5D)     | Leszek Sołdan (4D)         | Robert Zabłocki (4D)                                    |
| 1989 | Janusz Kraszek (5D)     | Leszek Sołdan (5D)         | Krzysztof Giedrojć (4D)                                 |
| 1990 | Leszek Sołdan (5D)      | Janusz Kraszek (5D)        | Krzysztof Urtnowski (1D)                                |
| 1991 | Krzysztof Giedrojć (4D) | Jan Lubos (3D)             | Mariusz Ferenc (3D)                                     |
| 1992 | Krzysztof Giedrojć (4D) | Janusz Kraszek (5D)        | Wojciech Woskresiński (3D)                              |
| 1993 | Janusz Kraszek (5D)     | Leszek Sołdan (6D)         | Krzysztof Giedrojć (4D)                                 |
| 1994 | Leszek Sołdan (6D)      | Janusz Kraszek (5D)        | Jan Lubos (3D)                                          |
| 1995 | Leszek Sołdan (6D)      | Mariusz Ferenc (4D)        | Jan Lubos (3D)                                          |
| 1996 | Leszek Sołdan (6D)      | Janusz Chłodek (3D)        | Mariusz Ferenc (4D)                                     |
| 1997 | Leszek Sołdan (6D)      | Jan Lubos (4D)             | Krzysztof Giedrojć (4D)                                 |
| 1998 | Leszek Sołdan (6D)      | Krzysztof Giedrojć (5D)    | Janusz Chłodek (3D)                                     |
| 1999 | Krzysztof Giedrojć (4D) | Leszek Sołdan (6D)         | Jan Lubos (4D)                                          |
| 2000 | Krzysztof Giedrojć (4D) | Leszek Sołdan (6D)         | Janusz Chłodek (3D)                                     |
| 2001 | Leszek Sołdan (5D)      | Jan Lubos (4D)             | Janusz Kraszek (5D)                                     |
| 2002 | Leszek Sołdan (6D)      | Janusz Kraszek (5D)        | Roman Pszonka (4D)                                      |
| 2003 | Janusz Kraszek (5D)     | Koichiro Habu (4D)         | Jan Lubos (3D)                                          |
| 2004 | Leszek Sołdan (5D)      | Michał Bażyński (4D)       | Janusz Kraszek (5D)                                     |
| 2005 | Koichiro Habu (4D)      | Leszek Sołdan (5D)         | Michał Bażyński (4D)                                    |
| 2006 | Leszek Sołdan (5D)      | Michał Bażyński(4D)        | Krzysztof Giedrojć (4D)                                 |
| 2007 | Kamil Chwedyna (3D)     | Leszek Sołdan (5D)         | Paweł Celejewski (3D)                                   |
| 2008 | Leszek Sołdan (5D)      | Mateusz Surma (4D)         | Kamil Chwedyna (4D)                                     |
| 2009 | Leszek Sołdan (5D)      | Kamil Chwedyna (4D)        | Radosław Jachym (4D)                                    |
| 2010 | Leszek Sołdan (5D)      | Kamil Chwedyna (4D)        | Krzysztof Giedrojć (4D)                                 |
| 2011 | Leszek Sołdan (5D)      | Kamil Chwedyna (4D)        | Stanisław Frejlak (2D)                                  |
| 2012 | Stanisław Frejlak (4D)  | Krzysztof Giedrojć (4D)    | Kamil Chwedyna (4D)                                     |
| 2013 | Marcin Majka (3D)       | Majus Misiak (2D)          | Sebastian Pawlaczyk (3D)                                |
| 2014 | Mateusz Surma (7D)      | Sebastian Pawlaczyk (3D)   | Koichiro Habu (4D)                                      |
| 2015 | Mateusz Surma (1p)      | Stanisław Frejlak (5D)     | Kamil Grabowski (2D)                                    |
| 2016 | Mateusz Surma (1p)      | Koichiro Habu (5D)         | Marcin Majka (3D)                                       |
| 2017 | Stanisław Frejlak (6D)  | Leszek Sołdan (4D)         | Koichiro Habu (5D)                                      |
| 2018 | Koichiro Habu (5D)      | Marcin Majka (4D)          | Dawid Jurkiewicz (2D)                                   |
| 2019 | Stanisław Frejlak (7D)  | Koichiro Habu (5D)         | Leszek Sołdan (4D)                                      |
| 2020 | Stanisław Frejlak (7D)  | Marcin Majka (4D)          | Leszek Sołdan (4D)                                      |
| 2021 | Stanisław Frejlak (7D)  | Leszek Sołdan (4D)         | Cezary Czernecki (4D)                                   |
| 2022 | Stanisław Frejlak (1P)  | Koichiro Habu (5D)         | Cezary Czernecki (4D)                                   |
| 2023 | Koichiro Habu (5D)      | Cezary Czernecki (4D)      | Dawid Jurkiewicz (4D)                                   |

## Mistrzowie Polski Juniorów
W latach 2002–2010 istniały kategorie do 12, 15 i 18 lat. Od 2011 roku kategorie zostały zmienione na 12, 16 i 20 lat. 
Organizowany jest jeden turniej dla wszystkich kategorii wiekowych (do 12, 16 i 20 lat):
- Mistrzem Juniorów do lat 20 zostaje najlepszy zawodnik turnieju.
- Mistrzem Juniorów do lat 16 zostaje najlepiej sklasyfikowany zawodnik, który nie został Mistrzem Juniorów do lat 20.
- Mistrzem Juniorów do lat 12 zostaje najwyżej sklasyfikowany zawodnik, który nie został Mistrzem Juniorów do lat 20 i 16.

| Rok  | Mistrz Polski            | 1. wicemistrz            | 2. wicemistrz             |
| ---- | ------------------------ | ------------------------ | ------------------------- |
| 2002 | Anna Lubos (6k)          | Maciej Lubiński (6k)     | Agnieszka Śmigowska (10k) |
| 2003 | Paweł Celejewski (2k)    | Krzysztof Mroczek (3k)   | Dominik Gogosz (3k)       |
| 2004 | Paweł Celejewski (1D)    | Dominik Gogosz(1k)       | Piotr Celejewski (6k)     |
| 2005 | Dominik Gogosz (2D)      | Piotr Celejewski (3k)    | Andrzej Zyzak (3k)        |
| 2006 | Mateusz Surma (1k)       | Przemysław Dyszczyk (6k) | Mariusz Pabich (3k)       |
| 2007 | Mateusz Surma (1D)       | Żaneta Chwedyna (5k)     | Michał Ciuk (7k)          |
| 2008 | Mateusz Surma (3D)       | Przemysław Lubos (3k)    | Piotr Tracichleb (7k)     |
| 2009 | Mateusz Surma (3D)       | Cezary Czernecki (1k)    | Mikołaj Pokrzywa (6k)     |
| 2010 | nie rozegrano            | nie rozegrano            | nie rozegrano             |
| 2011 | Mateusz Surma (4D)       | Cezary Czernecki (1D)    | Dawid Jurkiewicz (3k)     |
| 2012 | Dawid Jurkiewicz (2k)    | Bruno Wałaszewski (3k)   | Maksym Wałaszewski (5k)   |
| 2013 | nie rozegrano            | nie rozegrano            | nie rozegrano             |
| 2014 | Jan Frączak (1k)         | Piotr Kucharski (11k)    |                           |
| 2015 | Stanisław Frejlak (4D)   | Maksym Wałaszewski (1K)  |                           |
| 2016 | Filip Domański (5K)      | Filip Tokarski (13K)     |                           |
| 2017 | Antoni Bugaj (13k)       | Wojciech Małkiewicz (9k) | Marcin Kędzierski (7k)    |
| 2018 | Antoni Bugaj (5k)        | Marianna Szychowiak (9k) | Julia Bednarska (14k)     |
| 2019 | Antoni Bugaj (5k)        | Marianna Szychowiak (8k) | Julia Bednarska (12k)     |
| 2020 | Antoni Bugaj (3k)        | Marianna Szychowiak (3k) | Tymoteusz Barcicki (12k)  |
| 2021 | Marianna Szychowiak (3k) | Antoni Bugaj (3k)        | Barcicki Tymoteusz (8k)   |

| Rok  | Mistrz Polski             | 1. wicemistrz             | 2. wicemistrz             |
| ---- | ------------------------- | ------------------------- | ------------------------- |
| 2002 | Jan Bażyński (10k)        | Michał Langner (8k)       | Andrzej Zyzak (8k)        |
| 2003 | Piotr Celejewski (4k)     | Jan Bażyński (8k)         | Przemysław Lubos (9k)     |
| 2004 | Mateusz Surma (10k)       | Przemysław Lubos (10k)    | Piotr Tracichleb (11k)    |
| 2005 | Mateusz Surma (4k)        | Dorota Gogosz (15k)       | Michał Ciuk (18k)         |
| 2006 | Stanisław Frejlak (6k)    | Piotr Dyszczyk (16k)      | Dorota Gogosz (15k)       |
| 2007 | Stanisław Frejlak (4k)    | Anna Woźniak (13k)        | Piotr Dyszczyk (13k)      |
| 2008 | Stanisław Frejlak (2k)    | Patryk Pacana (6k)        | Mikołaj Pokrzywa (10k)    |
| 2009 | Stanisław Frejlak (2d)    | Bartosz Surma (7k)        | Maksym Wałaszewski (13k)  |
| 2010 | nie rozegrano             | nie rozegrano             | nie rozegrano             |
| 2011 | Stanisław Frejlak (2D)    | Leszek Sołdan Jr. (4k)    | Bartosz Surma (8k)        |
| 2012 | nie rozegrano             | nie rozegrano             | nie rozegrano             |
| 2014 | Stefan Batory (20k)       |                           |                           |
| 2015 | Wojciech Malkiewicz (12k) | Julia Bednarska (18k)     | Stefan Batory (18k)       |
| 2016 | Wojciech Małkiewicz (10k) | Marianna Szychowiak (12k) | Stefan Batory (18k)       |
| 2017 | Antoni Bugaj (13k)        | Wojciech Małkiewicz (9k)  | Marianna Szychowiak (10k) |
| 2018 | Antoni Bugaj (5k)         | Marianna Szychowiak (9k)  | Julia Bednarska (14k)     |
| 2019 | Antoni Bugaj (5k)         | Marianna Szychowiak (8k)  | Julia Bednarska (12k)     |
| 2020 | Antoni Bugaj (3k)         | Tymoteusz Barcicki (12k)  | Aleksander Tytus (18k)    |
| 2021 | Antoni Bugaj (3k)         | Tymoteusz Barcicki (8k)   | Marek Wach (16k)          |

| Rok  | Mistrz Polski                                     | 1. wicemistrz                                     | 2. wicemistrz                                     |
| ---- | ------------------------------------------------- | ------------------------------------------------- | ------------------------------------------------- |
| 2002 | Przemysław Lubos (11k)                            | Marcin Świerkot (19k)                             | Gracjan Szychowiak (20k)                          |
| 2003 | Mateusz Surma (16k)                               | Weronika Szychowiak (16k)                         | Adam Stożek (18k)                                 |
| 2004 | Dorota Gogosz (15k)                               | Adam Stożek (15k)                                 | Anna Woźniak (20k)                                |
| 2005 | Aleksandra Woźniak (18k)                          | Piotr Dyszczyk (20k)                              | Paulina Roguska (20k)                             |
| 2006 | Bartosz Surma (17k)                               | Aleksandra Woźniak (16k)                          | Klaudia Kałuża (19k)                              |
| 2007 | Bartosz Surma (13k)                               | Jan Sawicki (15k)                                 | Natalia Klamecka (20k)                            |
| 2008 | Leszek Sołdan jr (6k)                             | Bartosz Surma (9k)                                | Piotr Kuczka (20k)                                |
| 2009 | Leszek Sołdan jr (4k)                             | Michał Manuszewski (26k)                          |                                                   |
| 2010 | nie rozegrano                                     | nie rozegrano                                     | nie rozegrano                                     |
| 2011 | brak uczestników spełniających kryteria kategorii | brak uczestników spełniających kryteria kategorii | brak uczestników spełniających kryteria kategorii |
| 2012 | Wojciech Małkiewicz (22k)                         | Mikołaj Widliński (25k)                           | Julia Bednarska (25k)                             |
| 2013 | nie rozegrano                                     | nie rozegrano                                     | nie rozegrano                                     |
| 2014 | Marianna Szychowiak (17k)                         | Wojciech Małkiewicz (12k)                         |                                                   |
| 2015 | Marianna Szychowiak (16k)                         | Łukasz Pytlos (20k)                               | Martyna Kamińska (20k)                            |
| 2016 | Antoni Bugaj (20k)                                | Mateusz Jędrzejek (20k)                           |                                                   |
| 2017 | Antoni Bugaj (13k)                                | Zofia Bugaj (30k)                                 | Kacper Łubiński (30k)                             |
| 2018 | Antoni Bugaj (5k)                                 | Zofia Bugaj (20k)                                 | Tadeusz Kunek (20k)                               |
| 2019 | Antoni Bugaj (5k)                                 | Tymoteusz Barcicki (20k)                          | Zofia Bugaj (20k)                                 |
| 2020 | Tymoteusz Barcicki (12k)                          | Zofia Bugaj (19k)                                 | Piotr Zieliński (20k)                             |
| 2021 | Tymoteusz Barcicki (8k)                           | Marek Wach (16k)                                  | Zofia Bugaj (19k)                                 |

## Kategorie historyczne

### Mistrzynie Polski Kobiet
Mistrzostwa w tej kategorii były rozgrywane w latach 2008-2011.
| Rok  | Mistrzyni Polski           | 1. wicemistrzyni          | 2. wicemistrzyni            |
| ---- | -------------------------- | ------------------------- | --------------------------- |
| 2008 | Marika Dubiel (1k)         | Agnieszka Kacprzyk (1k)   | Małgorzata Kaczorowska (2k) |
| 2009 | Anna Sośnicka (1D)         | Żaneta Chwedyna (3k)      | Katarzyna Mazurek (2k)      |
| 2011 | Katarzyna Straszewska (2k) | Anna Sośnicka-Cieśla (1D) | Katarzyna Mazurek (2k)      |

### Mistrzowie Polski Par
Mistrzostwa w tej kategorii były rozgrywane w latach 1999-2015.
| Rok  | Mistrz Polski                                  | 1. wicemistrz                                          | 2. wicemistrz                                       |
| ---- | ---------------------------------------------- | ------------------------------------------------------ | --------------------------------------------------- |
| 1999 | Emilia Grudzińska (1k) & Janusz Kraszek (5D)   | Aleksandra Lubos (3k) & Jan Lubos (5D)                 | Anna Lubos (11k) & Dariusz Targosz (2D)             |
| 2000 | Aleksandra Lubos (1k) & Jan Lubos (5D)         | Wisła Surażska (10k) & Roman Pszonka (4D)              | Agnieszka Śmigowska (16k) & Dariusz Targosz (2D)    |
| 2001 | Barbara Lubos (10k) & Adam Lubos (2D)          | Katarzyna Świerkot (17k) & Roman Pszonka (4D)          | Olga Budziszewska (14k) & Michał Bażyński (4D)      |
| 2002 | Anna Lubos (4k) & Jan Lubos (4D)               | Katarzyna Świerkot (15k) & Roman Pszonka (4D)          | Aleksandra Lubos (1D) & Przemysław Lubos (11k)      |
| 2003 | Olga Budziszewska (10k) & Michał Bażyński (4D) | Aleksandra Lubos (3D) & Przemysław Lubos (10k)         | Magdalena Tracichleb (15k) & Paweł Celejewski (1D)  |
| 2004 | Katarzyna Koenig (1D) & Janusz Kraszek (5D)    | Małgorzata Kaczorowska (5k) & Michał Rams (2D)         | Barbara Lubos (6k) & Adam Lubos(2D)                 |
| 2005 | Małgorzata Czaplik (5k) & Jan Lubos (4D)       | Żaneta Chwedyna (8k) & Kamil Chwedyna (1D)             | Marta Piekarczyk (4k) & Radosław Jachym (1D)        |
| 2006 | Marika Dubiel (4k) & Marek Kamiński (1k)       | Ewelina Czarny (2k) & Michał Parkoła (2D)              | Małgorzata Czaplik (6k) & Jan Lubos (3D)            |
| 2007 | Małgorzata Kaczorowska (2k) & Michał Rams (3D) | Małgorzata Czaplik (3k) & Jan Lubos (3D)               | Marika Dubiel (1k) & Marek Kamiński (2D)            |
| 2008 | Marika Dubiel (1k) & Wojciech Gertz (1k)       | Klaudia Kleczkowska (6k) & Marek Kamiński (3D)         | Katarzyna Bełtowska (4k) & Maciej Lubiński (1k)     |
| 2010 | Katarzyna Mazurek (2k) & Leszek Sołdan (5D)    | Klaudia Kleczkowska (4k) & Krzysztof Dziołak (1D)      | Aleksandra Sontowska (7k) & Arkadiusz Kindziuk (1D) |
| 2011 | Katarzyna Mazurek (2k) & Marek Kamiński (4D)   | Małgorzata Kaczorowska (1k) & Sebastian Pawlaczyk (2D) | Katarzyna Straszewska (2k) & Krzysztof Bożek (2D)   |
| 2012 | Klaudia Kleczkowska & Kamil Chwedyna           | Katarzyna Mazurek & Marek Kamiński                     | Daria Kwietniewska & Marcin Majka                   |
| 2015 | Anna Cieślak (11k) & Mateusz Surma (7d)        | Małgorzata Kaczorowska (2k) & Karol Cieślak (1k)       | Anna Cieśla (1d) & Kacper Cieśla (2k)               |